# قوشتبه (آلتينفال)
قوشتبه هي بلدة في مقاطعة آلتينقال في ولاية أنديجان في أوزبكستان.